# Xuxa e os Duendes
Xuxa e os Duendes é um filme brasileiro infantil de fantasia e aventura musical dirigido por Paulo Sérgio de Almeida, Rogério Gomes e Márcio Vito com roteiro de Vivian Perl e Wagner de Assis. O elenco é composto por Xuxa, Gugu Liberato, Guilherme Karan e Debby Lagranha.
A trama se desenrola no reino dos duendes, que celebra a entrega da responsabilidade de cuidar da natureza ao príncipe Damiz. No entanto, o vilão Gorgon captura um pequeno duende no quarto da menina Nanda e persuade seu cúmplice, Rico, a adquirir a casa de Nanda, propondo "progresso" para a floresta. Kira, a protagonista, deve libertar os duendes aprisionados e salvar a Terra.
Produzido por Diler & Associados em co-produção com Globo Filmes e Warner Bros. Pictures, o filme foi lançado nos cinemas em 14 de dezembro de 2001. De acordo com a Ancine, foi assistido por aproximadamente 2.657.091 pessoas e arrecadou mais de R$ 11 milhões. Embora tenha recebido críticas negativas da imprensa especializada, os críticos reconheceram que a obra representou um avanço em relação a produções anteriores da mesma franquia. O sucesso de Xuxa e os Duendes resultou na criação de uma sequência, intitulada Xuxa e os Duendes 2: No Caminho das Fadas, lançada no ano seguinte.

## Sinopse
Kira (Xuxa) é uma botânica que possui estranhos dons, como conversar com plantas e fazer os outros espirrarem. Ela não consegue recordar-se de seu passado, e mora numa estufa com seus atrapalhados ajudantes Tomate (Luciano Huck) e Alface (Tadeu Mello). Kira, sem saber, é a Duende da Luz, filha de Mika (Emiliano Queiroz) e Zinga (Ana Maria Braga), os reis dos duendes. Seu irmão, Damiz (Leonardo Cordonis), o Duende da Amizade, foi sequestrado por um troll, o maior inimigo da raça, sendo aprisionado na parede do quarto de Nanda (Debby Lagranha), uma garota de 10 anos, amiga de Kira. Seus pais estão passando por dificuldades financeiras e decidem, então, vender a casa e se mudar. Só que Nanda está sofrendo, por não querer ir embora de lá e deixar seu novo amigo Damiz, sozinho. Rico (Gugu Liberato) é um empresário manipulado por Gorgon (Guilherme Karan), o Duende da Inveja, que foi expulso do mundo dos elementais como traidor, e agora, vive sob a forma de um ser-humano. Rico só pensa em destruir a natureza e em dinheiro, devido a energia negativa de Gorgon, que obriga-o a comprar a casa de Jéssica e Otávio, pais de Nanda, e demoli-la. Gorgon sabe que Damiz está preso lá e que próximo da casa encontra-se o portal mágico para o reino das fadas. Demolindo a casa, Gorgon irá destruir Damiz e todos os seres elementais.
Enquanto isso, a rainha Zinga e o rei Mika usam todos os seus recursos para resgatar seu filho. Os soberanos pedem ajuda para Morgana, a rainha das fadas, que envia as fadas Mel (Wanessa Camargo) e Melissa (Angélica), para procurar Damiz. Estas logo conhecem Kira e descobrem as vilanias de Gorgon, mas não conseguem interceder, pois o terrível poder maligno dele é mais forte e elas acabam capturadas. O mesmo acontece com Rodin (David Brazil), o duende veloz. Agora, a missão de libertar Damiz ficará por conta de Kira, que com isso, descobrirá grandes segredos inacreditáveis.

## Elenco
- Xuxa como Kira / Duende da luz
- Gugu Liberato como Rico
- Guilherme Karan como Gorgon / Duende da inveja
- Debby Lagranha como Nanda Maia
- Angélica como Fada Melissa
- Wanessa Camargo como Fada Mel
- Ana Maria Braga como Zinga, Rainha dos duendes
- Emiliano Queiroz como Mika, Rei dos duendes
- Luciana Gimenez como Morgana, Rainha das fadas
- Leonardo Cordonis como Damiz / Duende da amizade
- Tadeu Mello como Alface
- Luciano Huck como Tomate
- Carlos Gregório como Otávio Maia
- Cláudia Alencar como Jéssica Maia

Participações especiais
- Zilka Salaberry como Cléo
- Guilherme Vieira como Zaki
- André Valli como Duende sábio
- David Brazil como Duende veloz
- Carlinhos Brown como Duende músico
- Adriana Bombom como Fada azul
- Ana Paula Almeida como Duende
- Paquitas 2000:
  - Daiane Amêndola como Duende
  - Gabriella Ferreira como Duende
  - Joana Mineiro como Duende
  - Lana Rhodes como Fada turquesa
  - Letícia Barros como Duende
  - Monique Alfradique como Fada rosa
  - Stephanie Lourenço como Fada verde
  - Thalita Ribeiro como Fada pérola
- Theo Becker como elfo
- Renato Vianna como elfo
- Raul Costa como elfo

## Produção
Depois da tentativa de produzir um novo filme infantil ser completamente abandonada por causa de problemas com a Globo Filmes, Xuxa estrelou o filme Xuxa Popstar (2000), que foi um sucesso de bilheteria. Ao mesmo tempo, cumpriu uma cláusula em seu contrato com a Diler & Associados, que previa que deveriam ser produzidos dois filmes dirigidos ao público adolescente e um para o público infantil. E assim, começou a ser esboçado o novo projeto de filme da apresentadora. Xuxa queria fazer algo diferente de seus dois filmes anteriores no cinema, Xuxa Requebra (1999) e Xuxa Popstar. Se nesses filmes o objetivo era trazer ao cinema o programa Planeta Xuxa, privilegiando as atrações musicais em detrimento da história, agora na medida em que se buscava não só criar um enredo mais consistente, mas também criar um universo inteiro, que tinha sua trajetória e regras próprias.
Dessa forma, Xuxa buscou alinhar-se às tendências do mercado cinematográfico da época, investindo em uma narrativa que mesclasse o mundo real com o mágico. Contudo, em vez de optar estritamente pelo gênero de fantasia, ela desejava criar uma obra que refletisse sua intenção de recontar histórias para crianças. A ideia de desenvolver um filme baseado em duendes surgiu após uma declaração polêmica da apresentadora, que afirmou ter avistado duendes em duas ocasiões. Xuxa relatou que essas criaturas costumavam aparecer em seu quarto durante a noite. As aparições cessaram apenas quando, após compartilhar com amigos que um dos duendes (que ela descreveu como fêmea) chorava ao seu lado, recebeu a sugestão de alimentá-los. Em resposta, a apresentadora colocou frutas e passas no balcão da sala, afirmando que, após isso, os duendes foram embora. Suas declarações geraram controvérsia na mídia. As declaração gerou controvérsias sobre a apresentadora na mídia., e foi nesse contexto que sua gerente, Marlene Mattos, decidiu transformar a situação em uma oportunidade criativa, propondo a elaboração de um filme a partir dessas experiências.
Como as atrações musicais não se alinhavam à proposta do filme, decidiu-se convocar celebridades para os papéis principais. O encontro das três renomadas apresentadoras infantis brasileiras — Xuxa, Angélica e Eliana —, frequentemente rotuladas como rivais, revelou que não havia hostilidade entre elas, conforme demonstrado em ocasiões anteriores, como o lançamento do parque Hopi Hari em 1999. Angélica foi convidada por Xuxa e prontamente confirmou sua participação no filme. Por outro lado, Eliana, embora tenha se sentido lisonjeada pelo convite, não pôde aceitar devido a restrições da Record, onde trabalhava na época. A justificativa da emissora era que ela estava vinculada à Record Filmes, que estava desenvolvendo um projeto cinematográfico para a apresentadora, e sua participação poderia ofuscar essa iniciativa. Assim, a personagem que Eliana interpretaria, a Fada Mel, acabou sendo assumida pela cantora Wanessa Camargo.
Com o novo filme de Xuxa, havia grande expectativa em torno da escolha do galã. Após as participações do cantor Daniel em Xuxa Requebra e de Luigi Baricelli em Xuxa Popstar, buscou-se manter a tradição de escalar um ator desejado pelo público. O primeiro nome considerado foi o de Rodrigo Santoro, seguido por Reynaldo Gianecchini. No entanto, à medida que as filmagens se aproximavam e diante da dificuldade em encontrar o par romântico, decidiu-se excluir o elemento romântico da narrativa. Gugu Liberato, que recebeu o convite poucos dias antes, mencionou em sua coluna na revista Tititi que leu o roteiro em menos de 24 horas e aceitou rapidamente a proposta.
O personagem Gorgon foi inicialmente destinado ao cantor Fábio Jr, mas acabou sendo interpretado por Guilherme Karan, reeditando a clássica batalha entre o bem e o mal, reminiscente de Super Xuxa Contra Baixo Astral (1988). Os demais integrantes do elenco, como Cordonis (Damiz), Rainha Zinga (Ana Maria Braga), Fada Morgana (Luciana Gimenez), Alface (Tadeu Mello) e Nanda (Debby Lagranha), foram, aparentemente, os primeiros nomes considerados e aceitaram os papéis prontamente.

## Pós-produção

### Efeitos especiais
Além das diversas controvérsias relacionadas ao tema do filme e às celebridades escaladas para o elenco, Xuxa e os Duendes se destacou pela tecnologia pioneira empregada em sua produção. O longa-metragem foi um dos primeiros do mundo a utilizar câmeras digitais HD 24p, realizando filmagem, edição e acabamento digital, sem o uso de película cinematográfica. O aluguel dessas duas câmeras teve um custo de R$ 275 mil. Na época, George Lucas utilizava tecnologia semelhante para as filmagens de  Star Wars: Episódio II - O Ataque dos Clones, que seria lançado em 2002.
O produtor Diler Trindade, em depoimento nos extras do DVD do filme, afirmou que Xuxa e os Duendes foi o terceiro filme do mundo a ser lançado com essa tecnologia. Marcelo Siqueira, outro produtor envolvido no projeto e responsável pelos efeitos especiais, destacou que a obra foi a primeira da América Latina a adotar esse recurso. Devido à falta de familiaridade dos técnicos brasileiros com a nova tecnologia, a produção contratou o americano Rafael Aladame, diretor de engenharia da Panavision, para garantir a correta utilização das câmeras.

### Trilha sonora
A trilha sonora de Xuxa e os Duendes foi lançada em 2002 pela Som Livre. O álbum é composto por músicas interpretadas pela protagonista, a apresentadora Xuxa Meneghel, além de outros artistas. A trilha foi disponibilizada logo após o lançamento do filme em DVD, trazendo canções de nomes como Angélica, Carlinhos Brown e Wanessa Camargo. O álbum foi lançado nos formatos CD e cassete.

## Lançamento
O filme Xuxa e os Duendes foi apresentado pela primeira vez à imprensa em 1 de dezembro de 2001, com a presença de parte do elenco. Os apresentadores Luciano Huck, Gugu Liberato e Angélica, a cantora Wanessa Camargo, além dos atores Guilherme Karan e David Brazil, participaram da coletiva de lançamento. Antes da sessão, uma breve encenação temática foi realizada por atores e crianças vestidos de duendes, que se espalharam pelo cinema, criando uma atmosfera mágica na pré-estreia.
Para envolver o público, Xuxa organizou sessões solidárias em várias cidades do Brasil durante a estreia do filme, em que os ingressos eram trocados por doações de alimentos não perecíveis no dia 13 de dezembro de 2001. Essa iniciativa permitiu que as produtoras (Xuxa Produções, Diler & Associados, Warner e Globo Filmes) e exibidoras (como UCI e Cinemark) destinassem 100% das bilheteiras a 20 instituições de caridade, incluindo a Associação de Apoio à Criança contra o Câncer (São Paulo), o Rio Cardiológica Infantil (Rio de Janeiro), a Associação Movimento Avante Lençóis (Bahia), o Projeto Previdência (Minas Gerais), a Associação de Assistência à Criança Carente (Rio Grande do Sul), o Grupo de Apoio ao Câncer Infantil (Sergipe) e a Casa Sonhos de Criança (Maranhão).  Essa ação levou mais de 30 mil pessoas aos cinemas no dia 13 de dezembro de 2001, arrecadando R$ 120 mil, quantia que foi dividida igualmente entre todas as instituições beneficiadas.
Xuxa e os Duendes estreou oficialmente em 14 de dezembro de 2001, em mais de 200 salas de cinema em todo o país.  Embora houvesse planos para o lançamento do filme no mercado latino-americano, por motivos desconhecidos, essa iniciativa não se concretizou.

## Recepção

### Análise da crítica
Como já era comum em outros filmes da artista, Xuxa e os Duendes foi recebido negativamente por críticos especializados. No entanto, todos concordaram que representou um avanço em relação às produções anteriores. Marcelo Forlani, do site Omelete, elogiou o fim do excesso de merchandising, mas criticou o roteiro por ser "inconstante, com atuações mais fracas do que as piadas da Playboy", além de diálogos considerados extremamente infantilizados e incoerentes. Mario Sergio Conti, da Folha de S.Paulo, foi ainda mais incisivo em sua análise. Ele argumentou que os roteiristas Paulo Sérgio Almeida e Rogério Gomes não eram verdadeiros autores, mas sim técnicos, e que o filme funcionava como um "veículo para uma farsa de celebridades". Segundo Conti, Xuxa e os Duendes refletia a imagem de uma mulher "gasta, triste, solitária, infantil, não identificada, esquizofrênica, anti-familiar, insensível, mágica e materialista". Ele criticou Xuxa por "pouco se importar com o destino do trabalhador, que termina o filme sem emprego e sem apoio". Para terminar, ele novamente criticou o perfil do personagem principal pregando a crença em "na natureza e na magia", mas que abandonou sua verdadeira natureza, o duende, para permanecer na Terra. Nisso ele acaba imitando a própria Xuxa, que abandonou a natureza humana para se tornar uma mercadoria. Já o apelo à crença na magia tem razão para ser: a mercadoria Xuxa operou a magia de transformar o conto estonteante do elfo doente em um tesouro milionário".
João Flávio Martinez, do site Diário da Região, observou que Xuxa e os Duendes está repleto de clichês do início ao fim. Ele destacou que, para Xuxa, que já experimentou uma variedade de papéis nas telas, isso não representa um problema, pois o filme foi produzido com o intuito de agradar sua audiência principal, composta por crianças. Segundo Martinez, está tudo bem desde que Xuxa e seu elenco, composto por não-atores, estejam presentes.
Juliana Lima, do site Cine Trash, também expressou críticas ao filme. Ela apontou que, além do enredo previsível, a caracterização dos personagens é "extremamente cômica". Contudo, ressaltou que pode ser ingênuo acreditar que apresentadores de TV como Luciano Huck, Gugu Liberato e Ana Maria Braga conseguiriam atuar de forma convincente. Além disso, considerando o cronograma e o orçamento não-hollywoodianos, Lima não pôde ignorar os efeitos especiais de baixa qualidade, citando a cena em que Kira fala diretamente para a plateia, pedindo que aplaudam se acreditam em magia, como uma tentativa frustrada de imitar Peter Pan.

### Bilheteria
Apesar de uma mudança no foco de produção e promoção, Xuxa era, na época, a recordista absoluta de público nos cinemas brasileiros. Seu filme Xuxa Requebra foi, por muito tempo, o maior sucesso da retomada do cinema nacional, que começou em 1995 com Carlota Joaquina, Princesa do Brasil, atingindo 2.074.461 espectadores, segundo a Ancine - Agência Nacional do Cinema. Já Xuxa Popstar superou esse número, acumulando 2.394.326 espectadores.
Naquele período, o público de Xuxa foi superior ao de grandes lançamentos hollywoodianos, como Shrek, Náufrago, O Retorno da Múmia e Jurassic Park 3 no Brasil. Com Xuxa e os Duendes, seu sucesso continuou, consolidando-a como um verdadeiro ímã de público.. Durante a captação de recursos, havia desconfiança por parte dos investidores quanto à viabilidade financeira do filme, mas essa preocupação foi dissipada nas primeiras semanas de exibição. O filme atraiu 2.657.091 espectadores, tornando-se o recordista da "retomada" do cinema nacional. Esse recorde durou apenas alguns meses, pois Cidade de Deus ultrapassou essa marca, alcançando 2.762.625 espectadores.
Xuxa recebeu uma placa comemorativa por ter ultrapassado a marca de 2,5 milhões de espectadores, das mãos do produtor Diler Trindade. Três semanas após o lançamento, o filme já havia sido visto por mais de 700 mil pessoas. Xuxa e os Duendes foi, até então, o filme mais caro da carreira cinematográfica da apresentadora, com um orçamento de R$ 3,8 milhões. Os objetivos do produtor Diler Trindade eram atingir um público acumulado de 2,5 milhões de pessoas e um lucro superior a R$ 10 milhões. As previsões de Diler foram superadas, com um público total de 2,6 milhões e um lucro ligeiramente acima de R$ 11 milhões.

## Home video
Xuxa e os Duendes foi lançado em DVD e VHS pela Warner Bros. Pictures em 28 de junho de 2002. O DVD incluía extras e foi o primeiro no Brasil a oferecer alta definição, permitindo ao usuário escolher o formato da tela. O VHS também continha materiais adicionais, um recurso pouco comum no Brasil. A coletiva de imprensa, realizada no Unibanco Arteplex, no Shopping Frei Caneca, contou com a participação de Danilo Moura, da TeleImage (empresa do grupo Casablanca), Brent Hieat, diretor de adaptação do filme e de seus extras para o DVD, e Diler Trindade, produtor do filme. Segundo Moura, o objetivo era criar um DVD completamente inédito para um filme brasileiro, utilizando toda a capacidade do disco. As imagens eram em alta definição, resultando em uma qualidade até sete vezes superior à dos DVDs convencionais.
O usuário do DVD podia desfrutar de três formatos de tela: tela cheia (Pan e scan), Letterboxing e Widescreen. Essas opções estavam disponíveis não apenas para o filme, mas também para todos os extras. O diretor do DVD, Brent Hieat, mencionou que algumas cenas foram gravadas para visualização em múltiplos ângulos, afirmando que "o filme todo pode ser visto assim". Hieat iniciou o projeto do DVD durante as filmagens do filme, utilizando toda a sua tecnologia e expertise em entretenimento. "É o que faz a vingança do DVD", destacou. Além disso, o DVD incluía três jogos, sendo um jogável diretamente no dispositivo e os outros dois no computador com drive de DVD. Outra inovação foram os Easter Eggs, bônus escondidos que os usuários poderiam descobrir. Esse recurso é comumente utilizado em lançamentos nos Estados Unidos.
Rubens Ewald Filho elogiou a qualidade do DVD, afirmando que "é superior aos anteriores (filmes da apresentadora)". Ele comentou sobre a presença de apresentadores de TV em papéis de destaque, ressaltando que "nenhum deles compromete, nenhum se revela", mas criticou a parceria de Luciano Huck com o comediante Tadeu Mello, sugerindo que "estávamos com um pouco de humor". Ewald também observou que, embora os efeitos digitais fossem bons, os números musicais eram muito rápidos. O roteiro, segundo ele, não hesitou em copiar elementos de Peter Pan (como a famosa cena com a Sininho) e outros filmes, como a avó contando histórias para o neto. Por fim, destacou que Xuxa parecia mais à vontade do que em produções anteriores.